# Futbol'nyj Klub Lokomotiv Moskva 1967

## Stagione
La Lokomotiv Mosca, allenata da Adamas Golodec, nella stagione 1967 terminò il campionato sovietico al 17º posto. In coppa nazionale i moscoviti furono eliminati ai quarti di finale dai concittadini del CSKA Mosca, finalisti dell'edizione.

## Rosa
| N. |                             | Ruolo | Calciatore                 |
| -- | --------------------------- | ----- | -------------------------- |
| -  | Unione Sovietica (bandiera) | P     | Vjačeslav Poljakov         |
| -  | Unione Sovietica (bandiera) | P     | Vjačeslav Šechov           |
| -  | Unione Sovietica (bandiera) | P     | Igor' Frolov               |
| -  | Unione Sovietica (bandiera) | D     | Vladimir Basalaev          |
| -  | Unione Sovietica (bandiera) | D     | Alidžan Inogamov           |
| -  | Unione Sovietica (bandiera) | D     | Aleksandr Kočetov          |
| -  | Unione Sovietica (bandiera) | D     | Valerīj Zajcev             |
| -  | Unione Sovietica (bandiera) | D     | Vladimir Radionov          |
| -  | Unione Sovietica (bandiera) | D     | Juan Usatorre              |
| -  | Unione Sovietica (bandiera) | D     | Kazimieras Vaidotas Žitkus |

| N. |                             | Ruolo | Calciatore           |
| -- | --------------------------- | ----- | -------------------- |
| -  | Unione Sovietica (bandiera) | C     | Viktor Aleksandrov   |
| -  | Unione Sovietica (bandiera) | C     | Nikolaj Sevost'janov |
| -  | Unione Sovietica (bandiera) | C     | Vjačeslav Davydov    |
| -  | Unione Sovietica (bandiera) | C     | Vladimir Michajlov   |
| -  | Unione Sovietica (bandiera) | C     | Valerij Šelud'ko     |
| -  | Unione Sovietica (bandiera) | A     | Vladimir Korotkov    |
| -  | Unione Sovietica (bandiera) | A     | Boris Koch           |
| -  | Unione Sovietica (bandiera) | A     | Boris Orešnikov      |
| -  | Unione Sovietica (bandiera) | A     | Boris Petrov         |
| -  | Unione Sovietica (bandiera) | A     | Michajl Šeremej      |

## Risultati

### Campionato
| Tbilisi 2 aprile 1967 1ª giornata | Dinamo Tbilisi | 2 – 2 referto | Lokomotiv Mosca | Stadio Dinamo |

| Kutaisi 7 aprile 1967 2ª giornata | Torpedo Kutaisi | 0 – 0 referto | Lokomotiv Mosca | Stadio Centrale di Kazan' |

| Luhans'k 17 aprile 1967 3ª giornata | Zarja | 1 – 0 referto | Lokomotiv Mosca | Stadio Avangard |

| Mosca 23 aprile 1967 4ª giornata | Torpedo Mosca | 2 – 0 referto | Lokomotiv Mosca |  |

| Mosca 27 aprile 1967 5ª giornata              | Lokomotiv Mosca | 1 – 0 referto | Spartak Mosca |  |
| \| \| \| \| \| Davydov 33’ \| Marcatori \| \| |                 |               |               |  |
|                                               |                 |               |               |  |
| Davydov 33’                                   | Marcatori       |               |               |  |

| Mosca 3 maggio 1967 6ª giornata | Lokomotiv Mosca | 1 – 1 referto | Dinamo Mosca | Stadio Lokomotiv |

| Mosca 9 maggio 1967 7ª giornata | Lokomotiv Mosca | 1 – 0 referto | CSKA Mosca |  |

| Mosca 14 maggio 1967 8ª giornata | Lokomotiv Mosca | 1 – 1 referto | Kryl'ja Sovetov Kujbyšev | Stadio Lokomotiv |

| Leningrado 23 maggio 1967 9ª giornata | Zenit Leningrado | 1 – 0 referto | Lokomotiv Mosca |  |

| Minsk 29 maggio 1967 10ª giornata | Dinamo Minsk | 1 – 0 referto | Lokomotiv Mosca | Stadio Dinamo |

| Mosca 13 giugno 1967 11ª giornata | Lokomotiv Mosca | 0 – 1 referto | Ararat | Stadio Lokomotiv |

| Mosca 23 giugno 1967 12ª giornata | Lokomotiv Mosca | 0 – 5 referto | Neftyanik Baku | Stadio Lokomotiv |

| Mosca 28 giugno 1967 13ª giornata | Lokomotiv Mosca | 0 – 0 referto | Dinamo Kiev | Stadio Lokomotiv |

| Odessa 4 luglio 1967 14ª giornata | Černomorec | 1 – 0 referto | Lokomotiv Mosca |  |

| Mosca 11 luglio 1967 15ª giornata | Lokomotiv Mosca | 1 – 0 referto | SKA Rostov | Stadio Lokomotiv |

| Mosca 20 luglio 1967 16ª giornata | Lokomotiv Mosca | 0 – 1 referto | Šachtar | Stadio Lokomotiv |

| Mosca 26 luglio 1967 17ª giornata | Lokomotiv Mosca | 1 – 1 referto | Paxtakor | Stadio Lokomotiv |

| Mosca 30 luglio 1967 18ª giornata | Lokomotiv Mosca | 4 – 0 referto | Qairat | Stadio Lokomotiv |

| Mosca 7 agosto 1967 19ª giornata | Spartak Mosca | 1 – 0 referto | Lokomotiv Mosca |  |

| Mosca 10 agosto 1967 20ª giornata | Dinamo Mosca | 3 – 2 referto | Lokomotiv Mosca | Stadio Dinamo |

| Mosca 14 agosto 1967 21ª giornata | Lokomotiv Mosca | 1 – 2 referto | Torpedo Mosca | Stadio Lokomotiv |

| Mosca 24 agosto 1967 22ª giornata | Lokomotiv Mosca | 0 – 0 referto | Dinamo Minsk | Stadio Lokomotiv |

| Mosca 28 agosto 1967 23ª giornata | Lokomotiv Mosca | 4 – 2 referto | Zenit Leningrado | Stadio Lokomotiv |

| Mosca 5 settembre 1967 24ª giornata | CSKA Mosca | 1 – 1 referto | Lokomotiv Mosca | Stadio Dinamo |

| Kujbyšev 10 settembre 1967 25ª giornata | Kryl'ja Sovetov Kujbyšev | 0 – 0 referto | Lokomotiv Mosca | Stadio Dinamo |

| Mosca 29 settembre 1967 26ª giornata | Lokomotiv Mosca | 3 – 1 referto | Zarja | Stadio Lokomotiv |

| Erevan 3 ottobre 1967 27ª giornata | Ararat | 1 – 0 referto | Lokomotiv Mosca |  |

| Baku 10 ottobre 1967 28ª giornata | Neftyanik Baku | 1 – 0 referto | Lokomotiv Mosca |  |

| Mosca 17 ottobre 1967 29ª giornata | Lokomotiv Mosca | 5 – 0 referto | Černomorec | Stadio Lokomotiv |

| Kiev 24 ottobre 1967 30ª giornata | Dinamo Kiev | 1 – 0 referto | Lokomotiv Mosca | Stadio Centrale di Kazan' |

| Mosca 29 ottobre 1967 31ª giornata | Lokomotiv Mosca | 1 – 1 referto | Dinamo Tbilisi | Stadio Lokomotiv |

| Mosca 2 novembre 1967 32ª giornata | Lokomotiv Mosca | 1 – 1 referto | Torpedo Kutaisi | Stadio Lokomotiv |

| Rostov sul Don 8 novembre 1967 33ª giornata | SKA Rostov | 1 – 1 referto | Lokomotiv Mosca |  |

| Donec'k 12 novembre 1967 34ª giornata | Šachtar | 0 – 0 referto | Lokomotiv Mosca | Stadio Centrale Šachtar |

| Tashkent 16 novembre 1967 35ª giornata | Paxtakor | 2 – 1 referto | Lokomotiv Mosca |  |

| Alma-Ata 20 novembre 1967 36ª giornata | Qairat | 1 – 1 referto | Lokomotiv Mosca |  |

### Kubok SSSR
| Mosca 19 maggio 1967 Quarto turno                            | Lokomotiv Mosca | 4 – 0 referto | Torpedo Kutaisi |  |
| \| \| \| \| \| Šelud'ko , Korotkov Petrov \| Marcatori \| \| |                 |               |                 |  |
|                                                              |                 |               |                 |  |
| Šelud'ko , Korotkov Petrov                                   | Marcatori       |               |                 |  |

| Arbitro: | Gavriliadi (Soči) |

|                                      |           |  |
| Petrov 9’ Michajlov 10’ Basalaev 16’ | Marcatori |  |

| Arbitro: | Alimov (Mosca) |

|                                      |           |            |
| Šuljatyc'kyj 20’ (rig.) Masljaev 70’ | Marcatori | 43’ Petrov |

## Statistiche

### Statistiche di squadra
| Competizione     | Punti | Totale | Totale | Totale | Totale | Totale | Totale | DR |
| Competizione     | Punti | G      | V      | N      | P      | Gf     | Gs     | DR |
| ---------------- | ----- | ------ | ------ | ------ | ------ | ------ | ------ | -- |
| Pervaja Gruppa A | 28    | 36     | 7      | 14     | 15     | 33     | 37     | -4 |
| Coppa dell'URSS  | -     | 3      | 2      | 0      | 1      | 8      | 2      | +6 |
| Totale           | 28    | 39     | 9      | 14     | 16     | 41     | 39     | +2 |